# Cantón Santa Ana (Ecuador)
Santa Ana es un cantón de la provincia de Manabí en Ecuador, tiene una población de 51.462 habitantes. Su cabecera cantonal es la ciudad de Santa Ana de Vuelta Larga.

## Historia
Originalmente se pobló vertiginosamente durante las primeras décadas del siglo XVIII en un lugar llamado Vuelta Larga. En 1828, aquel caserío fue elevado a viceparroquia civil y eclesiástica con el nombre de Santa Ana.
En 1844, José Urbina, quien fungía como Gobernador de Manabí, pidió que el sitio sea elevado a parroquia, y a pesar de que los trámites se retardaron, finalmente adquirió la categoría de parroquia debido a la influencia de Urbina en el nuevo régimen.
En 1884, se convirtió en cantón gracias a un movimiento que pretendía la cantonización del lugar, y la Ley de División Territorial, en la que se incorpora a Santa Ana como cantón. La ley fue dictada el 23 de abril de 1884 y ejecutada por el presidente de la República, José María Plácido Caamaño.

## Extensión y límites
Santa Ana tiene una extensión de 1.022km2. Sus límites son:
- Al norte con los cantones Cantón Portoviejo y Pichincha
- Al sur con los cantones Olmedo y Veinticuatro de Mayo
- Al este con el cantón Pichincha y la provincia de Guayas.
- Al oeste con los cantones Portoviejo, Veinticuatro de Mayo y Jipijapa.

## División política
La cabecera cantonal es la ciudad de Santa Ana de Vuelta Larga.  Santa Ana tiene 6 parroquias:

- Parroquias Urbanas
  - Lodana
  - Santa Ana
- Parroquias Rurales
  - Ayacucho
  - La Unión
  - San Pablo de Pueblo Nuevo (Cab. en Pueblo Nuevo)
  - Honorato Vásquez (Cab. en Vásquez)